# 丽塔·柯尼希
丽塔·柯尼希（德語：Rita König，1977年3月12日—），德国女子击剑运动员，主攻花剑。她曾代表德国参加2000年夏季奥林匹克运动会击剑比赛，获得一枚银牌和一枚铜牌。